# صنایع دستی

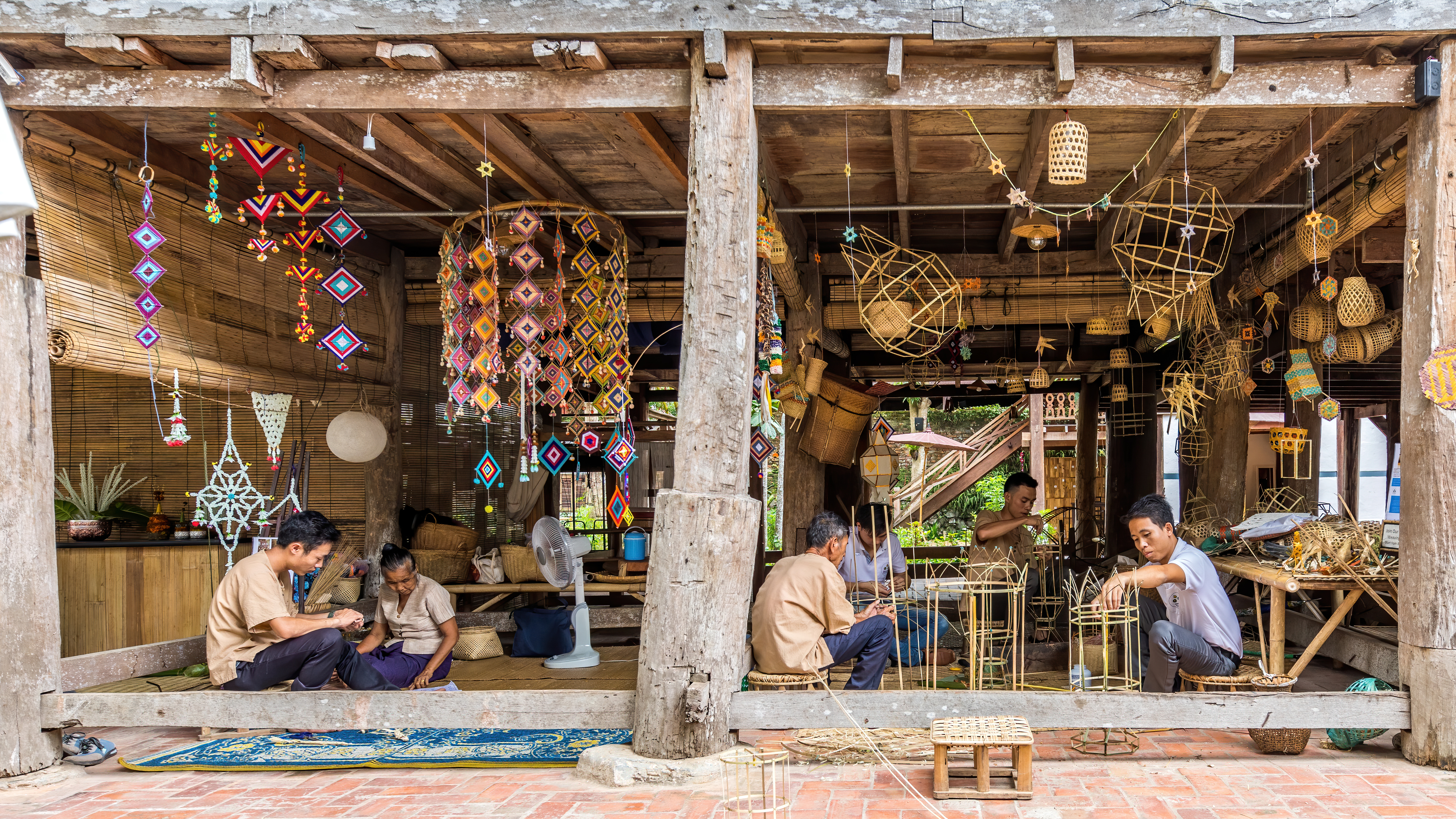
کارگران لائوسی در حین ساخت صنایع دستی با استفاده از چوب بامبو.

صنایع دستی یا کاردستی کاری است که در آن لوازم تزئینی و کاربردی تنها با استفاده از دست یا ابزار ساده ساخته می‌شود. معمولاً این کلمه به روش‌های سنتی ساختن کالاها و وسایل مختلف گفته می‌شود. استادکاری مخصوص هر یک از این موارد مهم‌ترین ملاک است. چنین چیزهایی اغلب از لحاظ فرهنگی یا مذهبی فوق‌العاده هستند. لوازمی که به صورت تولید انبوه یا با ماشین آلات مختلف ساخته می‌شوند، جزء صنایع دستی نیستند.
هر اثر یا صنعتی را به راحتی نمی‌توان در زمره صنایع دستی قرار داد. برای آنکه محصولی جزو صنایع دستی شمرده شود، باید ویژگی‌هایی داشته باشد، از جمله این ویژگی‌ها می‌توان به نقش فرهنگی و هویت‌بخشی به یک ملت (داشتن بار فرهنگی)، عدم نیاز به سرمایه‌گذاری کلان در مقایسه با دیگر رشته‌های صنعتی، قابلیت ایجاد و توسعه در مناطق مختلف (شهر، روستا و جوامع عشایری)، سهولت در ایجاد مراکز تولید، دارا بودن ارزش افزوده زیاد در مقایسه با صنایع دیگر، خودکفا و متکی به مواد اولیه داخلی، کمک به رشد و توسعه اقتصادی و داشتن زمینه‌های مناسب جهت صادرات اشاره کرد.
آنچه مقولهٔ صنایع دستی را از هنر کاردستی متمایز می‌سازد، هدف از ساختن آنهاست. صنایع دستی لوازمی هستند که قرار است مورد استفاده قرار گرفته و کهنه، پوسیده و غیره شوند. موارد استفاده از آن‌ها بیش از یک تزئین ساده است. صنایع دستی اغلب کارهای فرهنگی و مرسوم تلقی می‌شوند زیرا به عنوان بخشی از الزامات زندگی روزمره مطرح هستند. درحالی که هنر و کاردستی بیشتر یک فعالیت سرگرمی گونه و یک ارائه بی نقص از یک تکنیک خلاقیت است. از جنبه‌های عملی انواع مختلف صنایع دستی به دلیل شباهت مورد استفاده، مپوشانی زیادی دارند.
۱۰ ژوئن روز جهانی صنایع دستی است.
صنایع دستی، آیینه ای تمام نما از هویت و فرهنگ ایرانی است که با دستان پرمهر هنرمندان این سرزمین به جهانیان عرضه می‌شود. ایران با حدود ۳۰۰ نوع صنایع دستی، یکی از کشورهای برتر جهان در این حوزه به‌شمار می‌رود. این تنوع، از فرش‌های نفیس ایرانی گرفته تا میناکاری، سفالگری، خاتم کاری، قلم زنی و ظروف مسی، در هر گوشه از این سرزمین دیده می‌شود. هر شهر و روستایی با صنایع دستی خاص خود، نه تنها نیازهای روزمره را تأمین کرده، بلکه با خلاقیت و هنر مردم آن منطقه، آثاری ماندگار خلق کرده که بخشی از هویت فرهنگی ما را تشکیل می‌دهد.

## صنایع دستی در ایران
در معاونت صنایع دستی در ایران باستثنای فرش دستبافت، تاکنون ۲۹۹ رشته صنایع دستی به ثبت رسیده که در ۱۸ گروه اصلی قرار می‌گیرند.از جمله صنایع دستی برتر کشور که در سطح بین‌المللی مورد توجه قرار گرفته‌اند می‌توان به فرش‌های دستباف اشاره کرد که معرف بنیه فرهنگی و هنری ایران در جهان است.
در سازمان جهانی یونسکو ۶۰۰ صنعت دستی ثبت شده است که ۴۵۰ صنعت دستی متعلق به کشور ایران است، از این تعداد ۲۸۷ صنعت متعلق به شهر اصفهان است. ایران سومین کشور تولیدکننده صنایع دستی در جهان است و وزارت میراث فرهنگی، گردشگری و صنایع دستی متولّی این بخش است.
ارزش صنایع دستی
ارزش صنایع دستی فراتر از زیبایی ظاهری آنهاست و از منظر فرهنگی، اقتصادی و اجتماعی اهمیتی بی بدیل دارد. این آثار از یک سو بیانگر سنت‌ها، آداب و رسوم و باورهای جامعه اند و از سوی دیگر، با ایجاد اشتغال، به ویژه برای زنان و جوامع روستایی، به اقتصاد محلی کمک می‌کنند. هر اثر دستی، حامل احساسات و خلاقیت سازنده اش است و به عنوان میراثی از نسلی به نسل دیگر، هویت ملی و فرهنگی جامعه را تقویت می‌کند.

### صنایع دستی معروف ایرانی
اگلیم، فرش، گبه، قلمزنی، شیشه‌گری، منبّت کاری، معرق، تراش سنگ‌های قیمتی، مینا کاری، سفال، چوب، خاتم کاری، ملیله، پارچه زربفت، پارچه مخمل و دواتگری …

## جنبش هنر و صنایع دستی در غرب
جنبش هنر و صنایع دستی در اواخر قرن ۱۹ به صورت اصلاحات طراحی و جنبش‌های اجتماعی در اروپا، آمریکای شمالی و استرالیا آغاز شد و تا امروز ادامه دارد. حامیان آن با آرمان‌های بنیانگذاران جنبش مانند ویلیام موریس و جان روس کین، که پیشنهاد کردند در جوامع قبل از صنعتی مانند اروپای قرون وسطی، مردم به تحقّق بخشیدن از طریق فرایند خلّاق صنایع دستی رسیده‌اند. این امر در تضاد با چیزی بود که به عنوان اثرات بیگانه کار صنعتی تلقی می‌شد.
این فعّالیّت‌ها صنایع دستی نامیده می‌شدند زیرا بسیاری از آن‌ها در حرفه صنفی تخصّص داشتند. نوجوانان به شاگردی استاد، کار می‌کردند و مهارت‌های خود را در مدت چند سال در ازای دستمزدهای پایین پرورش می‌دادند. زمانی که آموزش آن‌ها تکمیل شد، آن‌ها به خوبی تجهیز شده بودند تا برای خود تجارت کنند و زندگی خود را با مهارتی که می‌توانند مستقیماً درون جامعه مبادله شود و اغلب برای کالاها و خدمات است، به دست آورند. انقلاب صنعتی و افزایش بهره‌وری فرآیندهای تولید به تدریج، بسیاری از نقش‌های هنرمندان حرفه‌ای را کاهش داده یا حذف کرده است و امروزه بسیاری از صنایع دستی به‌طور فزاینده‌ای شاهد رکود هستند، به خصوص. هنگامی که دیگر به عنوان یک سرگرمی، هنر مردمی و گاهی حتّی هنر زیبا دیده می‌شوند.
«صنایع دستی، پلی است میان گذشته و آینده که فرهنگ ایرانی را جاودانه می‌کند.»
روز ۲۰ خرداد در تقویم ایران به عنوان «روز ملی صنایع دستی و فرش» نام گذاری شده است که نشان دهنده جایگاه ویژه این هنر در فرهنگ ایرانی است. برای حفظ این میراث ارزشمند، می‌توان با خرید صنایع دستی، هدیه دادن آنها در مناسبت‌های مختلف یا بازدید از نمایشگاه‌های محلی، به ترویج و ماندگاری این هنر کمک کرد.